# Макс Бухгольц
Макс Бухгольц (нім. Max Buchholz, * 13 лютого 1875 року у Крефельді; † 4 січня 1956 року у Касселі) був німецьким інженером-електротехніком.

## Біографія
Макс Бухгольц, перебуваючи на посаді головного провідного співробітника відомства з будівництива, у 1916 році був керівником будівництва електричної мережі для Пруського державного відомства з електрики м. Кассель (нім. Preußischen Staatlichen Elektrizitätsamts Kassel).
У 1923 році, сидячи у ванній, він винайшов назване на його честь реле Бухгольца
21 червня 1923 року він зареєстрував патент D.R.P. 417 213 «Процес спостереження чи самостійного закінчення кип'ятіння, варіння або аналогічних хімічних процесів, що викликають чадіння» (нім. Verfahren zum Uberwachen oder selbsttätigen Beenden von Koch-, Gar- oder ähnlichen chemischen Prozessen, bei denen Dämpfe entstehen). Як засіб захисту це реле визначає перевантаження та замикання у трансформаторів утворенням бульбашок у маслі трансформатора.

## Публікації
- Programm für die Versuche mit dem Buchholz-Schutz für Transformatoren mit und ohne Ausgleichsgefäss, Schalter usw. am 23. okt. 1927 beim Kraftwerk Main-Wesen" im Netz der preussischen Kraftwerke «Oberweser» Akt.Ges. Kassel; Kasseler Post, 1927
- Niederschrift über die Versuche mit dem Buchholz-Schutz für Transformatoren mit und ohne Oel-Ausgleichgefäß, Schalter, Motore usw. am 23. Okt. 1927 beim Großkraftwerk Borken (Hessen) der Preußischen Elektrizitäts-Aktien-Ges., Abt. Kassel; Preuss. Elektrizitäts A.-G., Abt. Kassel, 1928